# Будажапов, Содном Дашиевич
Содном Дашиевич Будажапов (2 ноября 1934, Верхний Торей, Бурят-Монгольская АССР — 1987, Улан-Удэ) — бурятский советский актёр, режиссёр, педагог, народный артист РСФСР (1983).

## Биография
Содном (Содном-Дагбой) Дашиевич (Дашижапович) Будажапов родился 2 ноября 1934 года в Верхнем Торее (Бурят-Монгольская АССР) в семье  колхозника Будажапова Дашижапа Гатаповича и его жены Даримы. Учился в Верхне-Торейской начальной и Нижне-Toрейской средней школах, участвовал в художественной самодеятельности.
В 1953—1958 годах учился в бурятской актёрской студии при Ленинградском институте театра, музыки и кинематографии им. Н. Островского (сейчас — Российский государственный институт сценических искусств), где встретил свою будущую жену Намсалму Шагдарову.
С 1958 года играл в Бурятском драматическом театре им Х. Намсараева. Как актёр сыграл в театре более тридцати ролей, а после окончания режиссёрской аспирантуры в Ленинграде поставил восемь спектаклей.
С 1975 года был главным режиссёром Бурятского театра оперы и балета.
В 1970-е годы проходил 3-х месячную стажировку в Ленинградском академическом театре оперы и балета им. С. М. Кирова под руководством режиссёра Р. И. Тихомирова. Вместе с певцом, народным артистом СССР Л. Л. Линховоиным и режиссёром, народным артистом СССР И. М. Тумановым восстанавливал первую бурятскую оперу «Энхэ Булат батор» М. П. Фролова, готовил театр к творческому отчету в Москве и Ленинграде в 1979 году. После этих успешных выступлений Бурятскому театру оперы и балета было присвоено звание академического.
Преподавал в Восточно-Сибирском институте культуры. Член КПСС с 1963 года.
Умер в 1987 году.

## Семья
- Жена — актриса Намсалма Шагдарова (род. 1931), играла в Бурятском театре драмы имени Х. Н. Намсараева, заслуженная артистка Бурятской АССР.

## Награды и премии
- Заслуженный артист Бурятской АССР.
- Заслуженный артист РСФСР (3.04.1970)[1].
- Народный артист РСФСР (24.06.1983).
- Медаль «За трудовое отличие» (24.12.1959).
- Медаль «В ознаменование 100-летия со дня рождения Владимира Ильича Ленина» (1970).
- Государственная премия Бурятской АССР.

## Работы в театре

### Бурятский театр драмы

#### Актёр
- «Раба своего возлюбленного» Лопе де Вега — Дон Хуан
- «Укрощение строптивой» У. Шекспира — Петруччио
- «В поисках радости» В. Розова — Геннадий Лапшин
- «Тайфун» Цао Юй — Чжоу Пин
- «Стряпуха» и «Стряпуха замужем» А. Сафронова — Казанец
- «Ровесники» Бато-Мунко Пурбуева — Эрдэни
- «Любовь Яровая» К. Тренёва (постановка А. Никитина) — Грозной
- «Хабарай дуун» («Песня весны») Ц. Шагжина — Цыбан
- «Сердечная рана» Д. Батожабая (1965, режиссер Б. Аюшин) — Морхой
- «Клятва» Ц Шагжина — Бато
- «Кузнецы победы» Н. Дамдинова — Нестор Каландаришвили
- «Кнут тайши» Х. Намсараева — Тайша Дымбылов
- «Собака на сене» Лопе де Вега
- «Ревизор» Н. В. Гоголя
- «Дядя Ваня» А. П. Чехова

#### Режиссёр
- «Клятва» Шагжина, «Мой бедный Марат» А. Арбузова, «Тополек мой в красной косынке» Ч. Айтматова, спектакль «Ээдрээ» («На распутье»)

### Бурятский театр оперы и балета
- «Дон Карлос», «Отелло», «Аттила» Дж. Верди, «Тоска» Дж. Пуччини, «Оптимистическая трагедия» А. Холминова, «Прозрение». «Сильнее смерти» Б. Ямпилова.

## Фильмография
1. 1955 — Следы на снегу — Очуров
2. 1976 — Три солнца — Жалсан, отец Ханды
3. 1985 — Горький можжевельник — Лхама